# Eddie Kelly
Eddie Kelly (Glasgow, 7 febbraio 1951) è un ex calciatore scozzese.

## Palmarès

### Club

#### Competizioni nazionali
- Campionato inglese: 1

Arsenal: 1970-1971
- Coppa d'Inghilterra: 1

Arsenal: 1970-1971
- Second Division: 1

Leicester City: 1979-1980

#### Competizioni internazionali
- Coppa delle Fiere: 1

Arsenal: 1969-1970